# Roman Perucki
Roman Perucki (ur. 10 marca 1961 w Gdańsku) – polski organista, pedagog, profesor zwyczajny Akademii Muzycznej im. S. Moniuszki w Gdańsku i działacz kultury. Od 1993 dyrektor Polskiej Filharmonii Bałtyckiej im. F. Chopina w Gdańsku. Organista bazyliki archikatedralnej w Gdańsku-Oliwie.

## Życiorys
W 1981 ukończył gdańskie Technikum Łączności. Jest absolwentem Państwowej Szkoły Muzycznej II st. w Gdańsku-Wrzeszczu w klasie organów. W 1986 ukończył studia w Akademii Muzycznej im. Stanisława Moniuszki w Gdańsku w klasie organów prof. Leona Batora. Doskonalił swoje umiejętności wykonawcze na mistrzowskich kursach organowych w kraju i za granicą.
Ojciec Pawła (ur. 1987), Anny (ur. 1989), Łukasza (ur. 1991) i Jana (ur. 1996).

### Działalność pedagogiczna
Od 1997 jest profesorem gdańskiej Akademii Muzycznej. Był Kierownikiem Katedry Organów, Klawesynu, Akordeonu i Gitary. W latach 1996–1999 był prorektorem ds. artystycznych tej uczelni. Prowadzi również klasę organów w Szkole Muzycznej II st. im. Fryderyka Chopina w Gdańsku-Wrzeszczu. Prowadził mistrzowskie kursy organowe w Niemczech, Rosji, Francji, Włoszech oraz w Meksyku.

### Działalność koncertowa
W swoim dorobku koncertowym posiada ponad 2000 recitali organowych w najsłynniejszych kościołach i salach koncertowych świata, między innymi w katedrze Notre Dame w Paryżu, w Gandawie (Belgia), Barcelonie (Hiszpania), w sali Teatru Maryjskiego w Sankt Petersburgu, w Buenos Artes – Mexico oraz UANL Monterrey (Meksyk). Występował w niemal wszystkich ważniejszych ośrodkach muzycznych w Polsce oraz w Europie, a także Japonii, Chinach, Australii, Meksyku, Ameryce Południowej i USA.

#### Udział w wybranych festiwalach organowych
- Międzynarodowy Festiwal Muzyki Kameralnej i Organowej „Non Sola Scripta” (XVI Europejski Festiwal Wrocławskie Lato Organowe) we Wrocławiu (2009)
- Międzynarodowy Festiwal Muzyki Organowej we Fromborku
- Międzynarodowy Festiwal Muzyki Organowej w Oliwie
- Festiwal Muzyki Organowej i Kameralnej w Skawinie
- Międzynarodowy Zabrzański Festiwal Organowy im. Ks. Antoniego Chlondowskiego w Zabrzu[5]
- V Festiwalu muzyki liturgicznej „Przez Stulecia i Kraje” w Kijowie[6]
- XV Międzynarodowy Festiwal „Letnie Koncerty Organowe” w Krakowie (2008)

### Juror konkursów organowych
Był jurorem międzynarodowych konkursów organowych w Gdańsku, w Kaltern (Włochy), Opawie (Czechy), w Kaliningradzie (Rosja) i Paryżu (Francja).

## Inna działalność
Jest prezesem Pomorskiego Stowarzyszenia „Musica Sacra”, z którym organizuje m.in. najstarszy w świecie Międzynarodowy Festiwal Muzyki Organowej w Gdańsku-Oliwie, Międzynarodowy Konkurs Organowy im. J.P. Sweelincka w Gdańsku, cykl koncertów pt. „Bliżej Bacha”, koncerty z okazji Jarmarku św. Dominika w kościele oo. Dominikanów w Gdańsku oraz koncerty w kościołach w Jastrzębiej Górze, Fromborku, Stegnie i Żarnowcu. Od 1999 jest prezesem Stowarzyszenia Miłośników Archikatedry Oliwskiej.
Na początku lat dziewięćdziesiątych ubiegłego wieku został członkiem Komisji Liturgicznej przy Metropolicie Gdańskim. Z racji pełnienia tej funkcji konsultuje zakupy i instalacje nowych organów oraz nadzoruje remonty i restauracje historycznych instrumentów w kościołach na terenie Archidiecezji Gdańskiej i na terenie całej Polski. Między innymi przewodniczył rekonstrukcji niezwykle cennych barokowych organów w bazylice katedralnej w Pelplinie (2004). Z jego inicjatywy wybudowano nowoczesne instrumenty organowe w kościele św. Brygidy w Gdańsku, w kościele pw. Najświętszej Marii Panny Królowej Różańca Świętego w Gdańsku, oraz w kościele pw. św. Jana Chrzciciela w Kiełpinie.
Był głównym pomysłodawcą i realizatorem Gdańskiego Centrum Muzyczno-Kongresowego w Gdańsku, oddanego do użytku w 2005. W murach budynków elektrowni miejskiej na Ołowiance z 1898 znalazła siedzibę Polska Filharmonia Bałtycka z salą koncertową na około 1000 miejsc oraz z czterema salami kameralnymi.

## Dyskografia (wybór)
Dokonał licznych nagrań dla Polskiego Radia i Telewizji, posiada w dorobku nagrania kasetowe i płytowe. Jego płytę Messe pour les paroisses Fr. Couperina Bohdan Pociej uznał w „Ruchu Muzycznym” za najlepsze nagranie 1991 wydane w Polsce. Ogółem w swoim dorobku fonograficznym posiada przeszło 30 płyt.

### Albumy solowe
- Fr. Couperin – „Messe pour les paroisses” (1991)
- Mistrzowskie dzieła baroku – J.S. Bach (Futurex)
- Organy katedry w Oliwie, Gdańsk (DUX, 1996)
- The Best of Organ Works (Futurex, 1999)[8] – złota płyta w Polsce[9]
- Orgelmesse, (Futurex, 2002)
- Organy Katedry w Pelplinie (Soliton, 2004)
- J.S.Bach: Works by Roman Perucki (Cugate ltd., 2009)
- Mein Gott (Cathedral Organ by Roman Perucki) (Cugate ltd., 2009)
- Mendelssohn-Bartholdy: The Six Sonatas for Organ, Op. 65 (Soliton, 2010)
- Feliks Nowowiejski: In Paradisum, Organ music from Poland (Soliton, 2010)
- Tabulatura Gdańska (DUX, 2011)

### Albumy z udziałem innych wykonawców
- Fr. Couperin – Messe pour les paroisses (1991)
- Romanza Classica for Violin and Organ (N.Stolarska – skrzypce, R.Perucki – organy) (Futurex, 2002) – złota płyta w Polsce[10]
- Wielkie organy Archikatedry w Gdańsku Oliwie, Soliton (2006). Płyta nominowana do nagrody Fryderyka w kategorii Album Roku Muzyka Solowa
- Organy Katedry we Fromborku, Soliton (2006)
- Organ Music from Oliwa Cathedral Gdansk (Roman Perucki, Academic Choir of the Gdansk University, The Gdansk Philharmonic Brass) (Soliton, 2010)
- G.F. Handel and Danzig music (Roman Perucki, Chamber Orchestra Hanseatica) (Soliton, 2010)
- Ave Maria: Music from Archikatedra in Frombork (Roman Perucki, Renata Dobosz, Wieslaw Ochman) (Soliton, 2010)
- Classical music for Children: Vivaldi, Debussy, Chopin, Strauss, Borodin (Roman Perucki, Natalia Walewska, Rafal Lewandowski) (Soliton, 2010)
- Meditationes (Wadim Brodski – skrzypce, Roman Perucki – organy) (Soliton, 2011)
- Missa Muta (D. Mikulski – horn, R. Perucki – organy) (Soliton, 2011)
- Selected Works for violin, soprano and organ (Maria Perucka, Danuta Dulska, Roman Perucki) (Soliton, 2011)
- Classica in My Heart (Konstanty Andrzej Kulka, Cappella Gedanensis, Natalia Walewska, Roman Perucki i Olga Rusina) (Soliton, 2011)
- Vadim Brodski & Roman Perucki – Meditationes (Soliton, 2012)
- Mozart (M. Wiengierow, M. Włoszczowska, R. Perucki) (Soliton, 2013)
- Muzyka Romantyczna w Katedrze Oliwskiej (M. Perucka, R. Perucki) (Soliton 2013)
- Gdański Festiwal Muzyczny (Łukasz Długosz, Roman Perucki) (All Muses, 2013)

## Nagrody i odznaczenia
- Nagroda Miasta Gdańska w Dziedzinie Kultury „Splendor Gedanensis” (za rok 1998)[11]
- Krzyż Pro Ecclesia et Pontifice przyznany przez papieża Jana Pawła II (2001)
- Złota Odznaka honorowa „Zasłużony dla Kultury Polskiej” (2005)
- Medal św. Wojciecha (2005)[12]
- Pomorska Nagroda Artystyczna – „Gryf Pomorski” (2006)
- Nagroda Artystyczna Gdańskiego Towarzystwa Przyjaciół Sztuki za stworzenie nowej siedziby Polskiej Filharmonii Bałtyckiej na Ołowiance (2006)
- Srebrny Medal „Zasłużony Kulturze Gloria Artis” (22 listopada 2007)[13]
- Order Świętego Sylwestra nadany przez papieża Benedykta XVI (2008)
- Nagroda Gdańskiego Towarzystwa Przyjaciół Sztuki – „Sztorm Roku” (2010)[14]
- Nagroda Prezydenta Miasta Gdańska w Dziedzinie Kultury z okazji jubileuszu 65-lecia Polskiej Filharmonii Bałtyckiej, za szczególny wkład w rozwój instytucji (2010)[15]
- Medal Stulecia Niepodległości dla biznesmenów, urzędników oraz ludzi nauki i kultury (2018)
- Menedżer Kultury (2021)[16]
- Medal 100-lecia Towarzystwa Przyjaciół Nauki i Sztuki w Gdańsku (2022)
- Nagroda Prezydenta Gdańska w Dziedzinie Kultury (2025)[17]
- Złoty Medal „Zasłużony Kulturze Gloria Artis” (7 kwietnia 2025)[18]

Źródło: